# Хлебово (Вжесінський повіт)
Хлебово (пол. Chlebowo, нім. Schleborg) — село в Польщі, у гміні Мілослав Вжесінського повіту Великопольського воєводства.
Населення — 196 осіб (2011).
У 1975-1998 роках село належало до Познанського воєводства.

## Демографія
Демографічна структура станом на 31 березня 2011 року:
|          | Загалом | Допрацездатний вік | Працездатний вік | Постпрацездатний вік |
| -------- | ------- | ------------------ | ---------------- | -------------------- |
| Чоловіки | 105     | 23                 | 70               | 12                   |
| Жінки    | 91      | 22                 | 48               | 21                   |
| Разом    | 196     | 45                 | 118              | 33                   |